# Stamping Ground (Kentucky)
Stamping Ground és una població dels Estats Units a l'estat de Kentucky. Segons el cens del 2000 tenia 566 habitants.

## Demografia
Segons el cens del 2000, Stamping Ground tenia 566 habitants, 230 habitatges, i 152 famílies. La densitat de població era de 341,5 habitants/km².
Dels 230 habitatges en un 36,5% hi vivien nens de menys de 18 anys, en un 54,8% hi vivien parelles casades, en un 8,3% dones solteres, i en un 33,9% no eren unitats familiars. En el 30,9% dels habitatges hi vivien persones soles el 20% de les quals corresponia a persones de 65 anys o més que vivien soles. El nombre mitjà de persones vivint en cada habitatge era de 2,46 i el nombre mitjà de persones que vivien en cada família era de 3,11.
Per edats la població es repartia de la següent manera: un 27,4% tenia menys de 18 anys, un 9,5% entre 18 i 24, un 30,2% entre 25 i 44, un 16,4% de 45 a 60 i un 16,4% 65 anys o més.
L'edat mediana era de 34 anys. Per cada 100 dones de 18 o més anys hi havia 90,3 homes.
La renda mediana per habitatge era de 32.250 $ i la renda mediana per família de 43.500 $. Els homes tenien una renda mediana de 31.161 $ mentre que les dones 21.750 $. La renda per capita de la població era de 17.047 $. Entorn del 2,5% de les famílies i el 8,2% de la població estaven per davall del llindar de pobresa.

## Poblacions més properes
El següent diagrama mostra les poblacions més properes.